# Större harrismätare
Större harrismätare, Chesias legatella, är en fjärilsart som beskrevs av Michael Denis och Ignaz Schiffermüller 1775.  Större harrismätare ingår i släktet Chesias och familjen mätare. Arten är reproducerande i Sverige. Inga underarter finns listade i Catalogue of Life.

## Bildgalleri

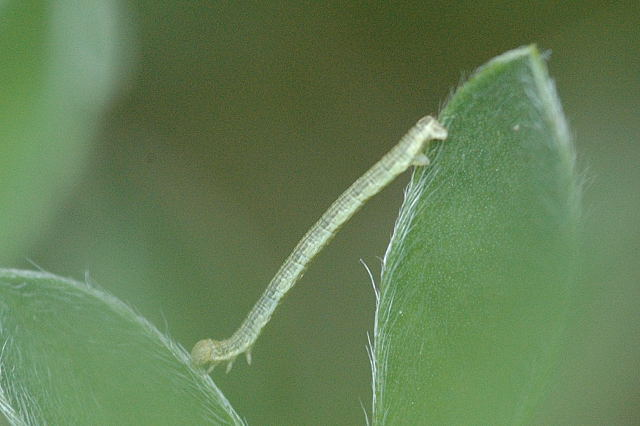
Fjärilens larv
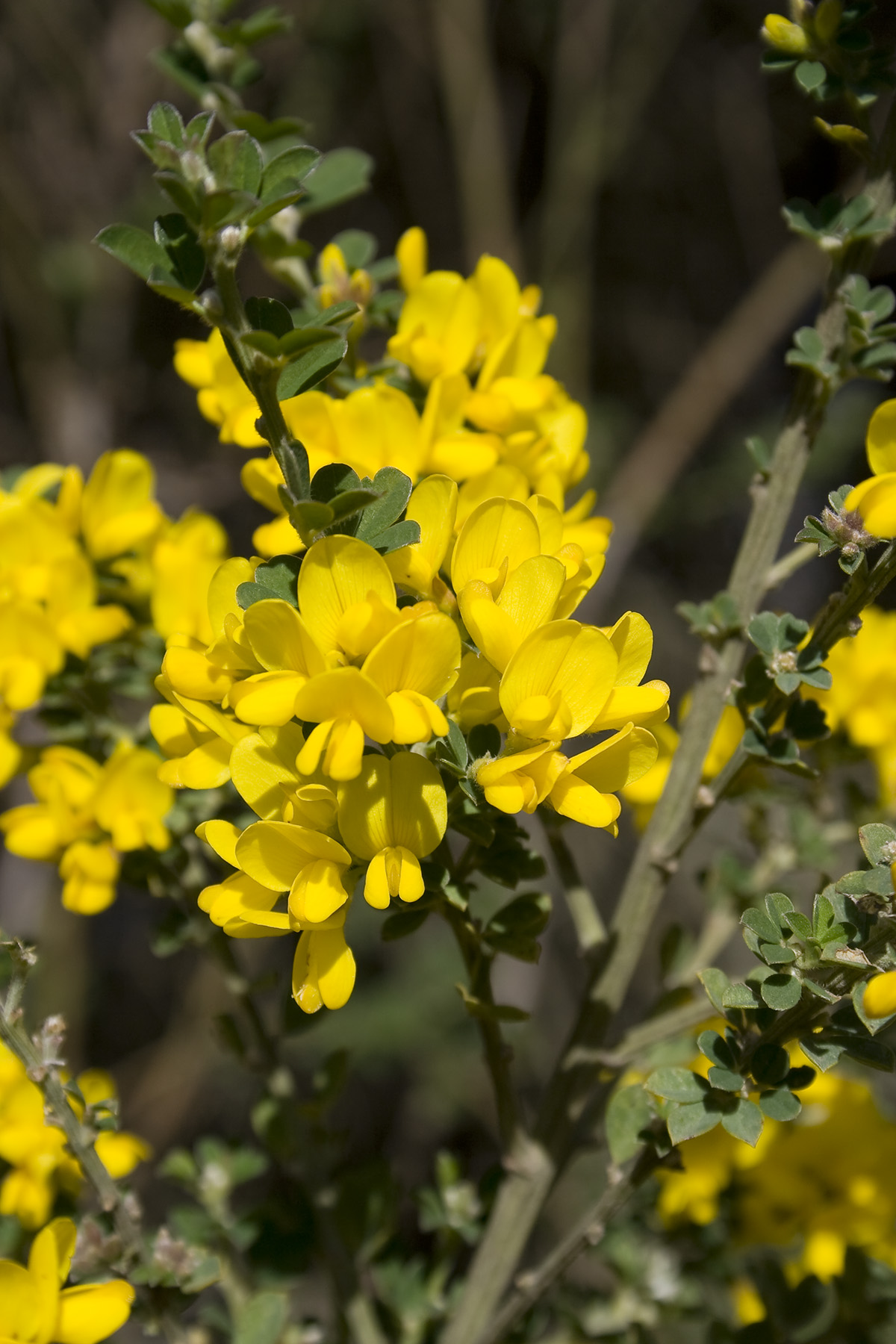
Ginstar är fjärilens värdväxter